# Willy Wellens
Willy Wellens (Diest, 29 maart 1954) is een Belgisch voormalig voetballer die speelde als aanvaller of als aanvallende middenvelder. Hij voetbalde in de eerste klasse bij onder meer RWDM, Standard Luik en Club Brugge en speelde 7 interlandwedstrijden met het Belgisch voetbalelftal. Na zijn spelersloopbaan werd hij trainer in de lagere afdelingen.

## Loopbaan

### Als voetballer
Wellens groeide op in Averbode doorliep de jeugdreeksen van VC Westerlo. In 1971 werd hij door toenmalig eersteklasser K. Lierse SK aangetrokken als aanvaller. Hij debuteerde er in 1972 in het eerste elftal en verwierf er al snel een basisplaats. Lierse speelde in de middenmoot van de rangschikking en kon in 1974 maar nipt het behoud verzekeren na winst in de eindronde voor het behoud.
Wellens ging bij RWDM voetballen. Hij kon in zijn eerste seizoen met de jonge fusieploeg ploeg onmiddellijk de landstitel vieren. RWDM eindigde de volgende jaren in de top van de rangschikking en kon hierdoor ook in Europees verband spelen. In de UEFA Cup 1976/77 wist de ploeg de halve finale te bereiken. Nadat eerder Feyenoord werd verslagen, was Athletic Bilbao te sterk. Wellens was Europees topschutter van de ploeg met tien doelpunten. Hij bleef er spelen tot in 1978 toen de ploeg stilaan minder succesvol werd.
In 1978 trok Wellens naar Standard Luik, een van de Belgische subtoppers. In 1980 eindigde Standard op de tweede plaats en in 1981 werd de Beker van België en de Belgische Supercup gewonnen. In dat jaar kon Standard de kwartfinales van de UEFA Cup 1980/81 bereiken waarin het verloor van 1. FC Köln.
In 1981 ging Wellens bij Club Brugge spelen. In zijn eerste seizoen werd de ploeg slechts 15de in de Belgische competitie. Met de komst van trainer Georg Kessler behaalde de ploeg betere resultaten met respectievelijk een vijfde en een derde plaats in de Belgische competitie. In 1983 verloor de ploeg de Bekerfinale tegen KSK Beveren. Ook met de komst van Henk Houwaart als trainer bleef de ploeg succesvol. Zowel in 1985 als in 1986 werd de tweede plaats behaald, de laatste na beslissende testwedstrijden tegen RSC Anderlecht. In 1986 werd eveneens de Beker van België gewonnen na 3-0-winst tegen stadsgenoot Cercle Brugge. Op Europees vlak was de ploeg minder succesvol en werd ze telkens in de eerste of de tweede ronde uitgeschakeld.
Ondanks het succes ging Wellens in 1986 bij Beerschot VAC voetballen. De ploeg eindigde steeds in de onderste regionen van de eindrangschikking en Wellens bleef er voetballen tot in 1989. Toen trok hij voor een seizoen naar KV Kortrijk en eindigde met de ploeg op een mooie zevende plaats in de Belgische competitie.
In 1990 keerde Wellens nog voor een seizoen terug naar zijn vroegere club RWDM dat pas opnieuw naar eerste klasse was gepromoveerd. De ploeg kon maar met moeite het behoud verzekeren. Wellens trok in 1991 voor twee seizoenen naar Cercle Brugge en bereikte met de ploeg een negende en een dertiende plaats. Brugge was tevens zijn laatste eersteklasseploeg. In totaal speelde Wellens 596 wedstrijden in de hoogste afdeling, dit is het op een na hoogste aantal wedstrijden dat een speler ooit voetbalde in de Belgische eerste klasse. Enkel Raymond Mommens deed beter met 613 wedstrijden. Wellens scoorde in al deze wedstrijden 166 doelpunten.
In 1993 ging Wellens nog voor een seizoen naar toenmalig tweedeklasser Racing Mechelen. De ploeg eindigde op de laatste plaats en degradeerde naar de derde klasse. Op dat moment zette Wellens een punt achter zijn spelersloopbaan.

### Bij het Belgisch voetbalelftal

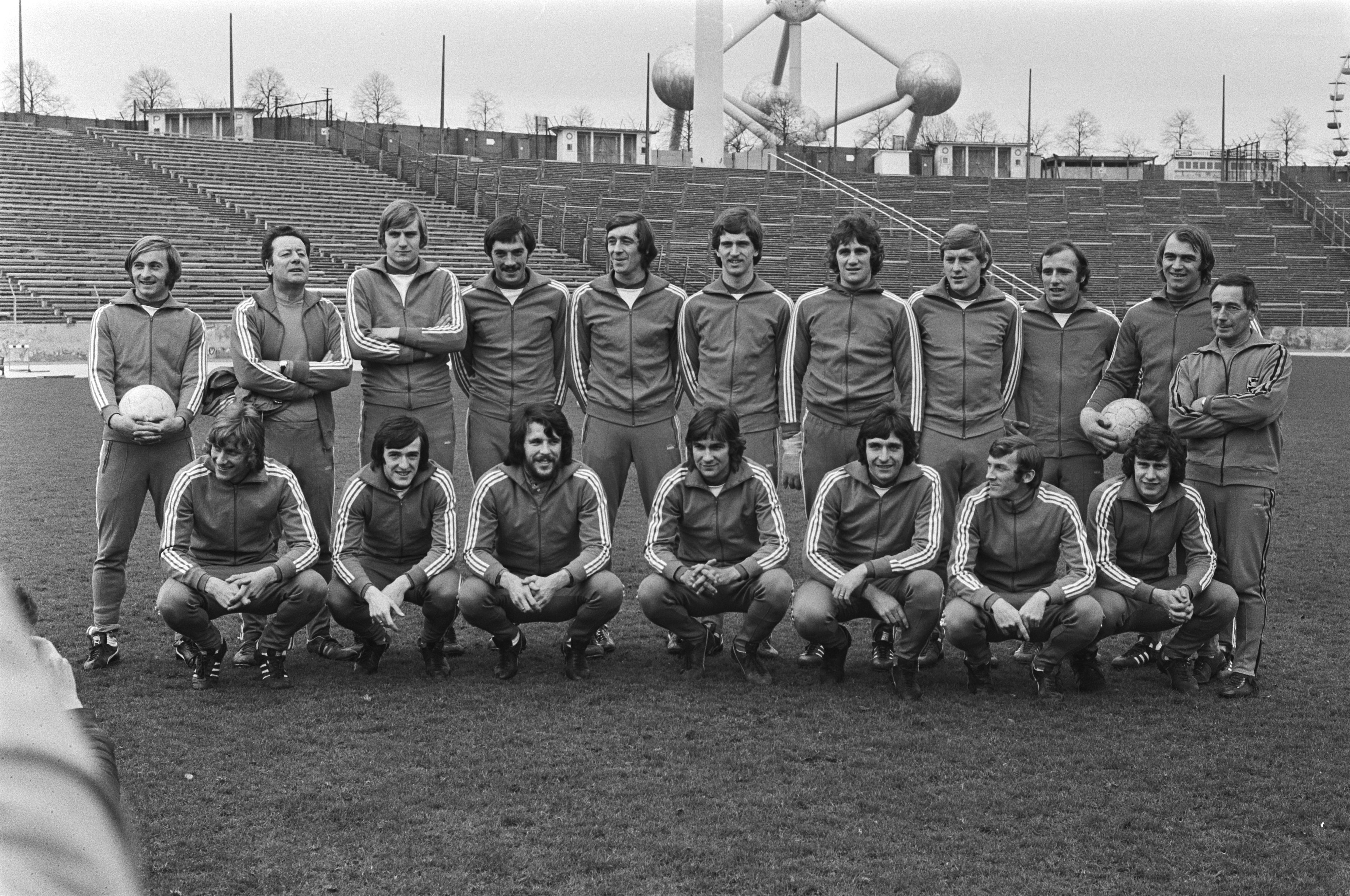
Willy Wellens, links onderaan, bij het Belgisch elftal (1977)

Tussen 1976 en 1981 werd Wellens elfmaal geselecteerd voor het Belgisch voetbalelftal en speelde hij zeven wedstrijden met de ploeg. Hij zat in de voorselectie van de ploeg die deelnam aan het Europees kampioenschap voetbal 1980 in Italië maar werd uiteindelijk niet geselecteerd voor een wedstrijd.

### Als trainer
Wellens werd na zijn spelerscarrière assistent-voetbaltrainer onder Jos Daerden bij KSK Beveren. Daarna werd hij trainer bij derdeklasser SK Roeselare. Op het einde van de jaren 1990 keerde hij terug naar Club Brugge en werd er jeugd- en hulptrainer. Na de eeuwwisseling was Wellens assistent-trainer bij Germinal Beerschot alvorens in 2004 hoofdtrainer te worden bij derdeklasser SW Harelbeke. Hij bleef er tot in 2006 en werd toen trainer van toenmalig tweedeklasser KV Oostende. Daar bleef Wellens tot in februari 2007 en kon na het seizoen aan de slag bij de ambitieuze derdeklasser KSV Oudenaarde. Hij kon de steile ambities van de club niet waarmaken en verliet eind 2007 het voetbal. Wellens ging nadien als projectmanager aan de slag in het bedrijfsleven.

## Fair-Play Prijs
In 1988 won Willy Wellens de Fair-Playprijs van de Belgische voetbalcompetitie.

## Palmares

### Club

#### RWD Molenbeek[1]
- Eerste klasse: 1974–75
- Trofee Jules Pappaert: 1975[2]
- Amsterdam Tournament: 1975[3]

Standard Liège
- Beker van België: 1980-81
- SuperCup: 1981

Club Brugge
- Beker van België: 1985–86

### International
België
- UEFA Europees Kampioenschap: 1980 (finalist)[6]
- Nationale trofee voor sportverdienste: 1980[7]

### Individueel
- Belgische Fair Play Award: 1988[8]